# PALASM

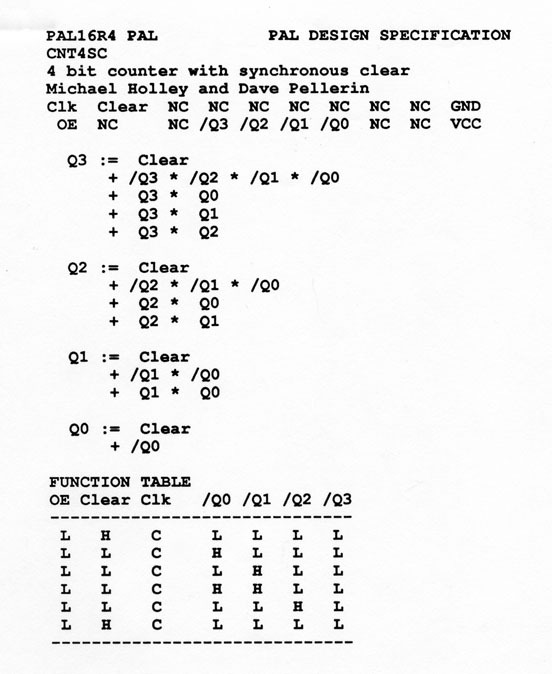
Beschreibung eines 4-bit Synchronzählers in PALASM

Die Bezeichnung PALASM steht für eine der ersten Hardwarebeschreibungssprachen, die in der Digitaltechnik Anfang der 1980er Jahre bei der Programmierung der ersten marktverfügbaren programmierbaren logischen Schaltungen, den sogenannten Programmable Array Logic (PAL), eingesetzt wurde.
PALASM wurde von John Birkner, damals beschäftigt bei der Firma Monolithic Memories Inc. (MMI), im Jahr 1982 entwickelt. PALs wurde einige Jahre zuvor veröffentlicht und mit der Hilfe von PALASM gab MMI den Anwendern die einfachere Möglichkeit, diese damals neuartigen Logikschaltungen für eigene Anwendungen zu konfigurieren. PALASM gilt neben der Advanced Boolean Equation Language (ABEL) als eine der ersten Hardwarebeschreibungssprachen.
Der erste PALASM Compiler wurde in Fortran IV auf einer IBM System 370/168 programmiert. Der Quellcode wurde kostenfrei von MMI zur Verfügung gestellt. In späteren Jahren wurde PALASM auf andere zeitgenössische Rechneranlagen portiert, unter anderem PDP-11 der Digital Equipment Corporation (DEC) und HP2100 aus der Hewlett-Packard 1000 Serie.
In PALASM werden durch boolesche Ausdrücke Logikpegel an den Anschlusspins eines PAL ausgedrückt. Der Compiler übersetzt diese Ausdrücke in eine sogenannte englisch fuse map, welche dann über zusätzliche Hilfsprogramme in ein PAL programmiert werden kann. Der fuse map liegt die Art der Realisierung zugrunde, dass die einmalige Programmierung der logischen Verschaltungen in einem PAL durch eine Vielzahl kleiner elektrischer Sicherungen realisiert wird. Im Rahmen des Programmiervorganges werden diese Sicherungselemente gezielt durchgebrannt, um so die gewünschte Schaltungsfunktion zu erzielen.
Gegen Ende der 1980er verlor PALASM an Bedeutung, ausgelöst durch den vermehrten Ersatz der PALs durch die leistungsfähigeren Complex Programmable Logic Devices (CPLDs), und im Entwicklungsverfahren wurden zunehmend allgemeinere und umfangreichere Hardwarebeschreibungssprachen wie VHDL oder Verilog eingesetzt.